# Copy trading
Le copy trading permet aux individus sur les marchés financiers de copier les positions ouvertes et gérées par d'autres individus. La pratique comporte une part de risque et de perte en capital importante.

## Histoire
La majorité des transactions se déroulent sur des marchés très liquides, tels que les marchés des changes,.

## Principales caractéristiques
Contrairement au mirror trading, une méthode qui permet aux traders de copier des stratégies spécifiques, le copy trading lie une partie des fonds du trader copieur au compte de l'investisseur copié. Toute action de trading effectuée désormais par l'investisseur copié, telle que l'ouverture d'une position, l'attribution d'ordres Stop Loss et Take Profit, ou la fermeture d'une position, sont également exécutées sur le compte du trader copieur selon la proportion entre le compte de l'investisseur copié et les crédits alloués au trader copieur pour la copie des fonds de trading.
Le trader copieur conserve généralement la possibilité de déconnecter les transactions copiées et de les gérer lui-même. Ils peuvent également fermer complètement la relation de copie, ce qui ferme toutes les positions copiées au prix actuel du marché. Les investisseurs copiés (appelés leaders ou fournisseurs de signaux) sont souvent compensés par des frais d'abonnement mensuels fixes de la part d'un trader cherchant à copier leurs transactions (un suiveur de signal). Des programmes de récompense servent à inciter les traders à permettre aux autres de surveiller et de copier leurs transactions au lieu de faire du trading en privé.
Alors que les suiveurs ne transfèrent pas de capital sur les comptes des fournisseurs de signaux, ces derniers opèrent de facto comme des gestionnaires de portefeuille, car ils ont un contrôle indirect sur une partie du capital des suiveurs de signaux. Ainsi, les réseaux sociaux de trading offrent un cadre innovant pour la gestion déléguée de portefeuille.
Selon l'autorité des marchés financiers, huit personnes sur dix s'adonnant au copy trading y perdent de l’argent. Des influenceurs sont notamment accusés d'avoir arnaqué leurs followers avec ce type de spéculation.

## Étude
En 2012, le MIT a financé une étude dirigée par le Dr Yaniv Altshuler, qui a montré que les traders du réseau social d'investissement eToro qui bénéficiaient de la « copie guidée », c'est-à-dire la copie d'un investisseur suggéré, s'en sortaient 6 à 10 % mieux que les traders qui négociaient manuellement, et 4% de mieux que les traders qui copiaient des investisseurs aléatoires de leur choix,,.
Depuis 2013, le Dr Altshuler collabore avec le professeur Alex "Sandy" Pentland du MIT sur une étude visant à trouver un mécanisme de trading social "durable" dans le but d'affiner la capacité des traders à tirer parti du copy trading,. La recherche a également révélé que les traders suivis sont fréquemment, mais pas toujours, les plus efficaces.
Dans la prise de décision conventionnelle en matière d'investissement, il a été démontré que l'imitation joue un rôle important,,.
En 2014, Mauro Martino du centre de recherche Watson d'IBM Research et Altshuler ont collaboré avec Yang-Yu Liu, Jose C. Nacher et Tomoshiro Ochiai sur une étude de trading financier qui a montré que les transactions copiées sont plus susceptibles que les transactions standard de produire des rendements positifs, mais le retour sur investissement des transactions de copie rentables est inférieur au retour des transactions régulières réussies.
En 2018,  Matthias Pelster de l'université de Paderborn et Annette Hofmann de l'université de St. John's ont découvert que les pertes sont généralement plus élevées pour les transactions copiées en cas de rendements négatifs. Ils ont également suggéré que les investisseurs copiés par d'autres investisseurs étaient plus susceptibles de souffrir d'un effet de disposition.
En 2019, Gortner et van der Weele recherchaient expérimentalement des doubles enchères de titres Arrow-Debreu avec et sans données de pairs. Ils ont conclu que l'observation des portefeuilles d'autres traders conduit les traders à acheter des portefeuilles moins volatils. Cependant, lorsque les traders sont évalués en fonction de leur performance, cette influence est neutralisée.

## Influence sur le comportement
Les plateformes de copy trading peuvent influencer le comportement de diverses manières. Elles encouragent l'imitation à la fois indirectement et directement : indirectement en fournissant des informations sur le portefeuille et les performances des autres que les utilisateurs peuvent essayer de reproduire par eux-mêmes, et directement en permettant aux investisseurs de copier les autres directement en cliquant sur un bouton. En conséquence, les sites internet de copy trading disposent d'un environnement d'imitation institutionnalisé dans lequel opérer.
Dans un contexte différent, comme l'ont souligné Theo Offerman et Andrew Schotter (de) (2009), lorsque les gains sont importants, l'imitation peut conduire les sujets à prendre des décisions risquées. Dans le contexte d'un marché financier, où les prix des actifs sont généralement volatils, l'imitation peut avoir des effets particulièrement importants. Des rendements élevés dans le copy trading peuvent être associés à une prise de risque élevée de la part des investisseurs répliqués. En conséquence, les investisseurs efficaces ont peut-être non seulement eu de la chance, mais ils ont peut-être aussi pris plus de risques. En conséquence, les copieurs peuvent être plus susceptibles de poursuivre des stratégies d'investissement risquées. Le copy trading peut également conduire à une prise de risque excessive et à des résultats non optimaux, tant sur le plan personnel que social.
L'université Pompeu Fabra, l'université d'Heidelberg et l' université d'Essex Colchester ont été les premières à étudier ouvertement le copy trading dans un cadre expérimental. Ils ont étudié le concept de qui choisit de devenir copieur et ont découvert que l'aversion au risque est un facteur décisif. Plus l'aversion au risque des sujets est élevée, plus ils sont susceptibles d'imiter les autres. Ceux qui ont démontré une faible tolérance au risque sont tentés de prendre plus de risques en faisant du copy trading.
Dans le cadre d’études sociales d'apprentissage, Jacob Goeree (de) et Leeat Yariv (2015) et John Duffy (2019) montrent qu'une partie substantielle des sujets ont un fort désir de suivre les autres, même en l'absence de données de performance,,. D'autres recherches ont indiqué que « le manque de confiance est l'un des obstacles les plus importants au trading en ligne », et que les signaux de confiance « jouent un rôle important » pour surmonter ces obstacles. Les membres des communautés qui signalent de manière proactive leur fiabilité en ligne ont une influence puissante sur le comportement des autres membres,. Ainsi, la crédibilité des membres de la communauté en ligne est cruciale dans le cadre du copy trading en ligne, comme dans d'autres communautés en ligne, une telle prise de décision basée sur la confiance est rare.
En 2023, à la demande de l'Autorité des marchés financiers, une expérience est réalisée auprès d'étudiants à Strasbourg sur la gamification des investissements financiers et le copy trading qui montre l'augmentation de la prise de risque

### Régulation
La FCA adopte le point de vue énoncé dans les questions et réponses MiFID de l'Autorité européenne des marchés financiers (ESMA) : Protection des Investisseurs et Intermédiaires (Question n° 9) sur la façon dont fonctionnent les copy trading et mirror trading en vertu de la directive MiFID. Il les considère comme une exécution automatique de signaux de trading sans entrée manuelle du titulaire du compte. Cela implique des obligations réglementaires types pour la gestion autorisée.
En 2014, la Financial Conduct Authority (FCA) du Royaume-Uni a fait part de ses préoccupations concernant le copy trading, car elle considère que les entreprises proposent le copy trading pour être effectivement des gestionnaires d'investissement non réglementés. À ce titre, la FCA a envoyé des lettres aux sociétés fournissant des services de copy trading les informant de leur intention de les classer en tant que gestionnaires de portefeuille ou d'investissement,.
Différentes plateformes de copy trading utilisent une logique différente.